# Frank Whittle
Frank Whittle (1. června 1907 – 9. srpna 1996) byl anglický vynálezce a strojní důstojník RAF, který významně rozvinul technologii proudového a tryskového motoru. Model proudového motoru si nechal patentovat již roku 1930, v souvislosti se svou diplomovou prací. Založil malou firmu Power Jets a roku 1937, bez jakékoli podpory a zájmu britské vlády, sestrojil první prototyp proudového motoru. Roku 1940 se nervově zhroutil, podruhé se zhroutil po znárodnění své firmy v roce 1944. RAF opustil roku 1948. Poté nastoupil do státní letecké společnosti British Overseas Airways Corporation, pracoval u firmy Royal Dutch Shell a Bristol Aeroplane Company. Británii opustil roku 1976 a natrvalo přesídlil do USA. Zde pracoval v letech 1977–1979 v námořní akademii (United States Naval Academy). V roce 2002 byl v anketě BBC zvolen 42. největším Britem všech dob.